# Engraulis capensis
A dél-afrikai szardella vagy fokföldi szardella (Engraulis capensis) a sugarasúszójú halak (Actinopterygii) osztályának heringalakúak (Clupeiformes) rendjébe, ezen belül a szardellafélék (Engraulidae) családjába tartozó faj.

## Előfordulása
Az Engraulis capensis elterjedési területe az Atlanti-óceán délkeleti része; Namíbiától a Dél-afrikai Köztársaságig.

## Megjelenése
Ez a halfaj legfeljebb 17 centiméter hosszú lehet.

## Életmódja
Nyílt tengeri halfaj, amely 450 méteres mélységre is leúszik.
A fiatalok ragadozó életmódot folytatnak. A felnőttek békés planktonevők.